# 1283 Komsomolia
1283 Komsomolia este un asteroid din centura principală, descoperit pe 25 septembrie 1925, de Vladimir Albițki.